# Мосхопотамос
Мосхопотамос, още Дрянища или Дранища (на гръцки: Μοσχοπόταμος, до 1926 година Δρυάνιστα, Дряниста или Δρυανίτσα, Дряница), е село в Северна Гърция, в дем Катерини, област Централна Македония. 

## География
Селото е разположено на около 20 километра северозападно от град Катерини, на 460 m надморска височина в южните склонове на планината Голен (Колона) и западните на Фламбуро (Пиерия).

## История
До 1926 година името на селото е Дрянища. Според преброяването от 1913 година Дрянища има 1412 жители.
Населението традиционно се занимава със земеделие и със скотовъдство.
| Име   | Име    | Ново име | Ново име | Описание                  |
| ----- | ------ | -------- | -------- | ------------------------- |
| Цакри | Τσακρί | Дискос   | Δίσκος   | връх на З от Мосхопотамос |

| Година    | 1913 | 1920 | 1928 | 1940 | 1951 | 1961 | 1971 | 1981 | 1991 | 2001 | 2011 | 2021 |
| --------- | ---- | ---- | ---- | ---- | ---- | ---- | ---- | ---- | ---- | ---- | ---- | ---- |
| Население | 1412 | 1392 | 1502 | 1807 | 907  | 926  | 890  | 906  | 823  | 809  | 543  | 457  |

## Личности
Родени в Мосхопотамос
- Мария Миху (р. 1962), гръцки политик